# Глигор Тодоровски
Глигор Тодоровски (на македонска литературна норма: Григор Тодоровски) е историк от Република Македония.

## Биография
Роден е на 5 октомври 1928 година в реканското село Росоки, тогава в Кралството на сърби, хървати и словенци. Основно образование завършва в Росоки, а средно училище в Битоля. В 1955 година завършва история във Философския факултет на Скопския университет. Започва работа като училищен инспектор и учител по история в Гевгелийско. През октомври 1957 година започва работа като асистент в Института за национална история, в отдела за възрожденско-националноосвободително движение. В 1965 година защитава докторска дисертация на тема „Малореканският предел“ (Малореканскиот предел) и става научен работник в Института. В 1970 година става висш научен работник, а в 1975 година – научен съветник. От 1970 до 1974 година е директор на Института. Член е на редакцията на списанието на Института „Гласник“ и на списанието „История“, орган на Съюза на историците, чийто секретар и председател е. Пенсионира се на 5 октомври 1988 година.
Основният фокус на Тодоровски е върху историята на Мала река. Носител е на Медала на труда от Президиума на Народното събрание на ФНРЮ . В 1975 година президентът на СФРЮ му връчва Орден на труда със сребърен венец. В 1983 година книгата му „Окупация на Западна Македония“ (Окупација на Западна Македонија) получава Ноемврийската награда на град Гостивар, в 1984 година трудът „Македония след Балканските войни“ (Македонија по Балканските војни) получава наградата „13 ноември“ на град Скопие, а тритомникът му „Реформите на големите европейски сили в Македония (1829 – 1909)“ (Реформите на големите европски сили во Македониjа (1829 – 1909) получава държавната награда „11 октомври“ за наука.
Умира на 10 октомври 2003 година.